# 莉薩·傑勒德
莉薩·傑勒德（英語：Lisa Germaine Gerrard，1961年4月12日—）是澳洲女音樂家、女低音歌手、作曲家，懂得演奏揚琴、手風琴。她在1981－1996年是樂隊逝者善舞（Dead Can Dance）的成員。

## 傳記
莉薩·傑勒德於1961年4月12日在澳洲出生，在墨爾本長大。她父母是愛爾蘭移民。
莉薩·傑勒德在1981年和Brendan Perry、Paul Erikson在墨爾本創立樂隊逝者善舞。在1995年，她推出首張個人專輯《The Mirror Pool》。在1996年，逝者善舞推出全體成員的最後一張專輯《Spiritchaser》，自此她和Brendan Perry退出樂隊。在1998年，她與Pieter Bourke合作推出第二張個人專輯《Duality》。在1999年，她舉行全巡回演唱會，起點在澳洲墨爾本。
2000年與作曲家漢斯·季默合作為電影《神鬼戰士》演唱主題曲 Now We are Free。
2010年為NHK大河劇《龍馬傳》演唱片頭主題歌。
2013年再度與漢斯·季默合作為影集《聖經故事》（後剪輯成電影《上帝之子》）演唱多軌曲目。

## 外部連結
- 逝者善舞在互联网电影资料库（IMDb）上的資料（英文）
- 莉薩·傑勒德－圖書館
- 莉薩·傑勒德在Allmusic上的頁面
- 莉薩·傑勒德在互联网电影资料库（IMDb）上的資料（英文）